# Рахмонов Ділдорбек Урінбойовіч
Ділдорбек Урінбойовіч Рахмонов (узб. Раҳмонов Дилдорбек Ўринбоевич; нар. 11 березня 1941) — радянський киргизький актор і театральний діяч Киргизстана, журналіст, поет.

## Біографія
Ділдорбек Рахмонов народився 11 березня 1941 року в місті Ош (Киргизстан), в сім'ї службовців. Його батько Урінбой Рахмонов був засновником і артистом Ошської драматичного театру, поетом.
У 1957 році працював робітником в Кокандском заготконторі. У 1958-1960 роки закінчив школу, різні навчальні курси і курси водіїв. У 1960 році був призваний до лав Радянської армії, повернувся в грудні 1963 року. У 1964 році вступив на вечірнє і заочне відділення Ошської політехнічного інституту. З 1963 по 1993 роки працював водієм, артистом Ошської театру імені Бобура), старшим методистом, майстром, виконробом, інженером ПТО, завідувачем складом, головним інженером, фотокореспондентом, народним контролером. З 1993 по 2002 роки займався приватним підприємництвом. З 2002 року на пенсії.
Ділдорбек Рахмонов опублікував понад 40 статей про стародавню історію Оша, найдавнішого міста Киргизстану, і про його мешканців. Автор ряду віршів.
Зіграв дві епізодичні ролі в кінофільмах: 
- «Вулиця» (Кочо) (кіностудія «Киргизфільм», 1972 рік).
- Роль узбецького старого у фільмі «Курманжан датка» («Киргизфільм», (2014 рік, режисер Садик Шер-Нияз).

Його дружина Матлюбахон Умарова зіграла епізодичну роль у фільмі «Темур Малик» кіностудії «Узбекфільм» (1970 рік, режисер Латіф Файзієв).

## Творча діяльність
Глядачам і критикам сподобалися наступні його ролі: Вісника в «Равшан і Зулхумор» К.Яшіна, 1 сенатора в «Отелло» Шекспіра, головна роль Гані в «Обдурити дівчині», головна роль в «Жаль» А.Абдугафурова, воєначальника в «Ёрілтоше» Ш.Саъдулли, «Орзігул» Т.Сабірова, «Адолат» І.Акрамова, «Фархад і Ширін» Хуршида, «Лейлі і Меджнун», «Тахір і Зухра» А.Навої, за п'єсами письменника Аваза Утара.
Ділдорбек Рахмонов нагороджений численними почесними грамотами. Виховав 3 синів і 3 дочок, 22 онуків, 2 правнучок.

### Артист
Творча діяльність Ділдорбека Рахмонова проходила на сцені театру імені Бобура міста Ош (Киргизстан) в 1957-1958 рік 1963-1968 роках. Їм зіграні десятки ролей в наступних спектаклях:
- 1957 - Сабір Абдулла «Алпамиш», Самед Вургун «Юлдуз».
- 1958 рік - Хамід Алімджан «Ойгул і Бахтіёр», М.Шатров «Іменем революції».
- 1963 рік - Мухаммаджон Хайруллаєв «Дитя», Абдулла Каххар «Голос з гробу», Яхёхон Маматхонов «Мелі хоббон, Набі товон».
- 1964 рік - Ахмад Бобожонов «Трагедія поеми», Байсеітов, Шангітбоев «Дорогі дівчата», У.Шекспір «Отелло», Касималі Джантошев «Чортова дівчина», Прем Чанд «Німмо».
- 1965 рік - Сахіб Жамал «Гулі сіёх», З.Фатхуллін «Любов у молодості», Касималі Джантошев «Гірський беркут», Іззат Султан «Політ беркута».
- 1966 рік - Іззат Султан «Невідомий чоловік», Сабір Абдулла «Гул і Навруз», Чингіз Айтматов «Материнське поле», Уйгун «Парвона».
- 1967 год - Алішер Навої «Ділором», Адхам Рахмат «Абдулла Набієв», Уткир Рашид «Свати», Касималі Джантошев «Дівчина з вусами».
- 1968 рік - Абдулла Кадирі «Скорпіон з вівтаря», Анатолій Софронов «Кухарка вийшла заміж», Мирзабек Тойбаев «Нова наречена», Бекніёзов, Ісмаїлов «Між двох вогнів», Абдугані Абдугафуров «Жаль».

Крім того, він брав участь в численних концертних програмах.

## Особисте життя
Батько: Урінбой Рахмонов (1910-1980). Мати: Турсунхон Туйчібоева (1918-19.05.1954 роки) домогосподарка. Дружина: Матлюбахон Умарова (27.04.1952). Діти: Діляфруз (10.02.1971), Ділмурод (9.01.1973), Наргиза (18.06.1976), Насимиі (6.07.1978), Доніёр (5.12.1982), Нозіма (23.06.1985).
 